# Severed
Severed är ett actionäventyrsspel utvecklat och publicerat av DrinkBox Studios till Playstation Vita, iOS, Wii U, Nintendo 3DS och Nintendo Switch. Det släpptes den 26 april 2016 i Nordamerika och Europa till PlayStation Vita, och till Wii U och iOS den 22 september 2016. Spelet släpptes till Nintendo 3DS i Europa den 22 september 2016 och Nordamerika den 13 oktober 2016. En version av spelet släpptes även till Nintendo Switch augusti 2017.